# پاسیو

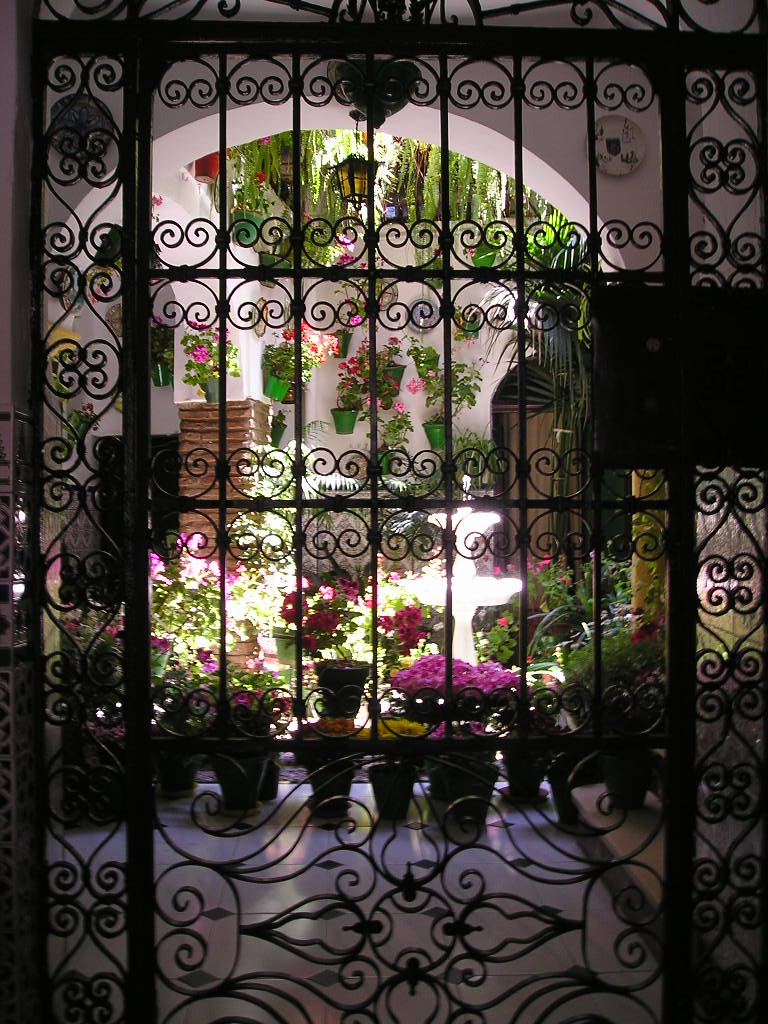
نورخان اندلسی در شهر کوردوبای اسپانیا

پاسیو (به فرانسوی: Patio) یا نورخان به حیاط خلوت بی سقف یا دارای سقف نورگذر و شیشه‌ای گفته می‌شود که معمولاً در میان خانه‌ها و کاشانه‌ها یا چسبیده به ساختمانهای مسکونی ساخته می‌شوند و در آنها گونه‌های گیاهی پرورش داده می‌شوند. به دیگر سخن، نورخان یک گلخانه درون-ساختمانی است. کارکرد نورخان در خانه بیشتر برای فراهم آوردن نور کافی و بسنده، سبزی محیط و زیبایی است.

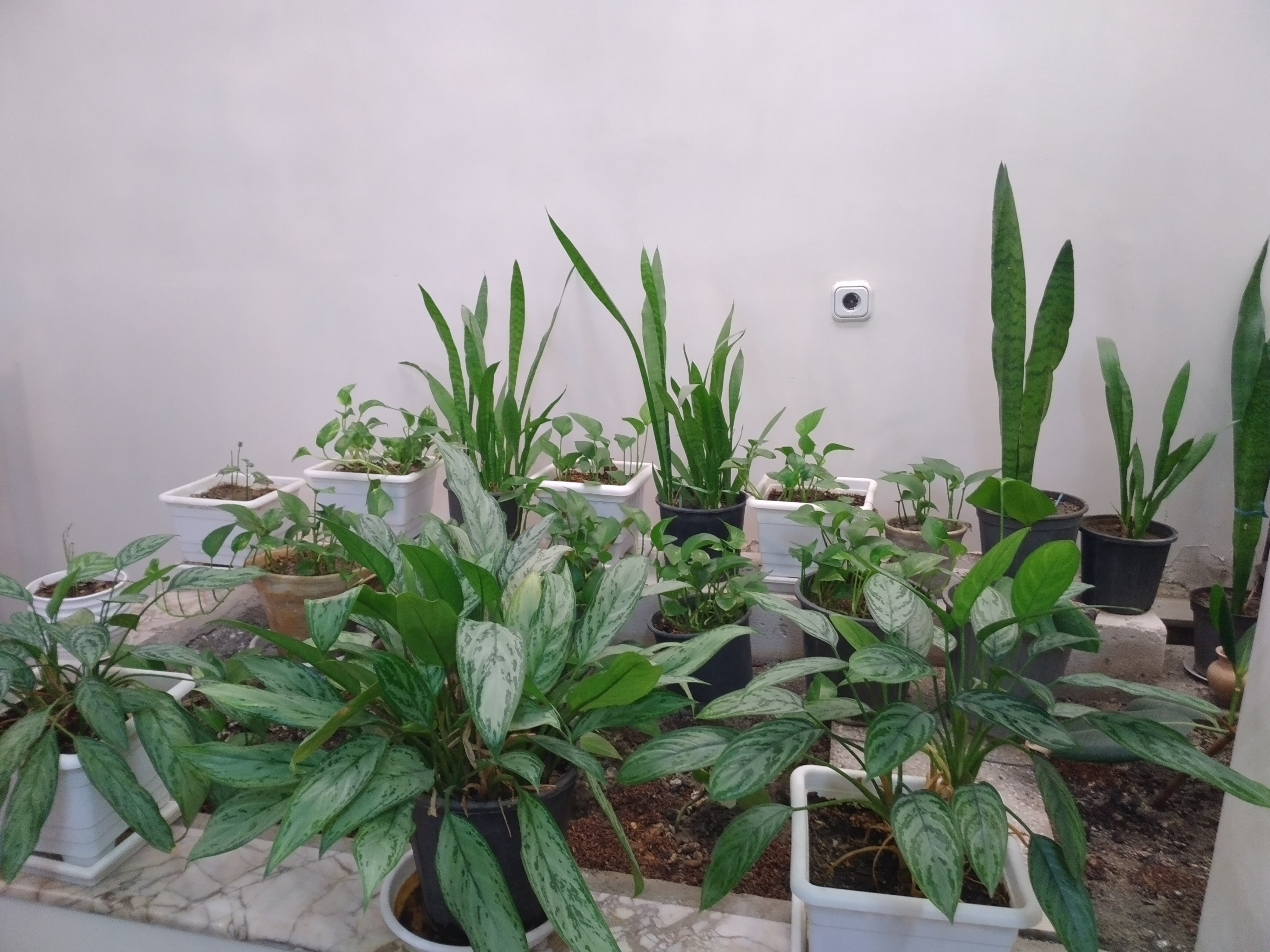
نمایی از گل‌ها در یک پاسیو